# Astrocharis virgo
Astrocharis virgo är en ormstjärneart som beskrevs av Jean Baptiste François René Koehler 1904. Astrocharis virgo ingår i släktet Astrocharis och familjen Asteroschematidae. Inga underarter finns listade i Catalogue of Life.